# Benjamin Plu
Benjamin Plu (geb. am 26. Juli 1994 in Le Mans, Frankreich) ist ein französischer American- und Canadian-Football-Spieler auf der Position des Wide Receivers. Er spielt in der Saison 2023 für die Fehérvár Enthroners in der European League of Football.
Plu spielte College-Football für die McGill University im kanadischen Montreal und drei Jahre für die BC Lions aus Vancouver in der Canadian Football League.

## Karriere
Plu begann bei den Caïmans 72 du Mans mit dem American Football. 2012/13 wurde er ins Pôle France in Amiens aufgenommen, ein Förderprogramm für Spitzensportler. In dieser Zeit spielte er auch für Spartiates d’Amiens. Er wurde in das Juniorennationalteam berufen und wurde mit diesem 2013 Vize-Europameister.
Plu studierte ursprünglich an der Université du Maine Le Mans, wechselte dann aber 2016 nach Montreal an die McGill University. Dort spielte er für das Footballteam Redbirds. In sechs Spielen fing er vier Würfe für 75 Yards und erzielte einen Touchdown. Aufgrund einer Schulterverletzung beendete er sein Engagement in Kanada.
Zurück in Frankreich schloss er sich 2017 den Thonon Black Panthers an. Mit diesen wurde er 2019 französischer Meister und in diesem Jahr Most Valuable Player des Finals.
Im ersten European CFL Draft 2019 wurde Plu von den BC Lions ausgewählt. Anfangs nur im Practice Squad des Teams, wurde er dann aber in den letzten vier Spielen der Saison 2019 eingesetzt. Die Saison 2020 wurde wegen den Covid-19-Pandemie abgesagt und 2021 wurde Plu nach der Pre-Season entlassen.
Plu schloss sich für die Saison 2021 den Seinäjoki Crocodiles in der finnischen Vaahteraliiga an. In sieben Spielen verzeichnete er 19 gefangene Bälle für 296 Yards und drei Touchdowns.
Für die Saison 2022 wurde Plu von den Barcelona Dragons in der European League of Football (ELF) verpflichtet. In zwölf Spielen fing er 40 von 67 auf ihn geworfene Bälle und gewann damit 566 Yards und erzielte fünf Touchdowns.
Zur Saison 2023 wechselt Plu zu den Fehérvár Enthroners, die erstmals in die ELF starten.

## Statistiken
| Jahr                            | Team                | Spiele | Starts | Receiving | Receiving | Receiving | Receiving | Receiving | Receiving |
| Jahr                            | Team                | Spiele | Starts | Rec       | Tgt       | Yds       | Avg       | TD        | Lng       |
| ------------------------------- | ------------------- | ------ | ------ | --------- | --------- | --------- | --------- | --------- | --------- |
| European League of Football     |                     |        |        |           |           |           |           |           |           |
| 2022                            | Barcelona Dragons   | 12     | 12     | 40        | 67        | 566       | 14,2      | 5         | 51        |
| 2023                            | Fehérvár Enthroners | 10     | 10     | 27        | 58        | 422       | 15,6      | 3         | 84        |
| ELF Gesamt                      | ELF Gesamt          | 22     | 22     | 67        | 125       | 988       | 14,7      | 8         | 84        |
| Quellen: sportsmetrics.football |                     |        |        |           |           |           |           |           |           |